# Плас де Клиши (станция метро)
Плас де Клиши (фр. Place de Clichy) — пересадочный узел линий 2 и 13 Парижского метрополитена, расположенный в VIII округе Парижа. Назван по одноимённой площади, получившей своё имя от одного из ближайших пригородов Парижа, в который ведёт линия 13, проходящая через этот пересадочный узел. Недалеко от станции располагается кладбище Монмартр. На станции установлены автоматические платформенные ворота.

## История
- Зал линии 2 открылся 7 октября 1902 года в составе пускового участка Шарль де Голль — Этуаль — Анвер линии 2. Зал линии 13 открылся 26 февраля 1911 года в составе линии B компании Север-Юг (с 1931 года — линия 13) в составе её первого участка Порт де Сент-Уэн — Сен-Лазар. В 1994 году зал подвергся редизайну, в ходе которого плитка, которой выложено название станции, была заменена на зелёную[2].
- Один из выходов со станции был оформлен в стиле Эктора Гимара, в 1978 году он получил статус памятника истории[3].
- Пассажиропоток пересадочного узла по входу в 2011 году, по данным RATP, составил 9 255 747 человек[4]. В 2013 году этот показатель вырос до 9 356 430 пассажиров (21 место по уровню входного пассажиропотока в Парижском метро)[5].

## Галерея

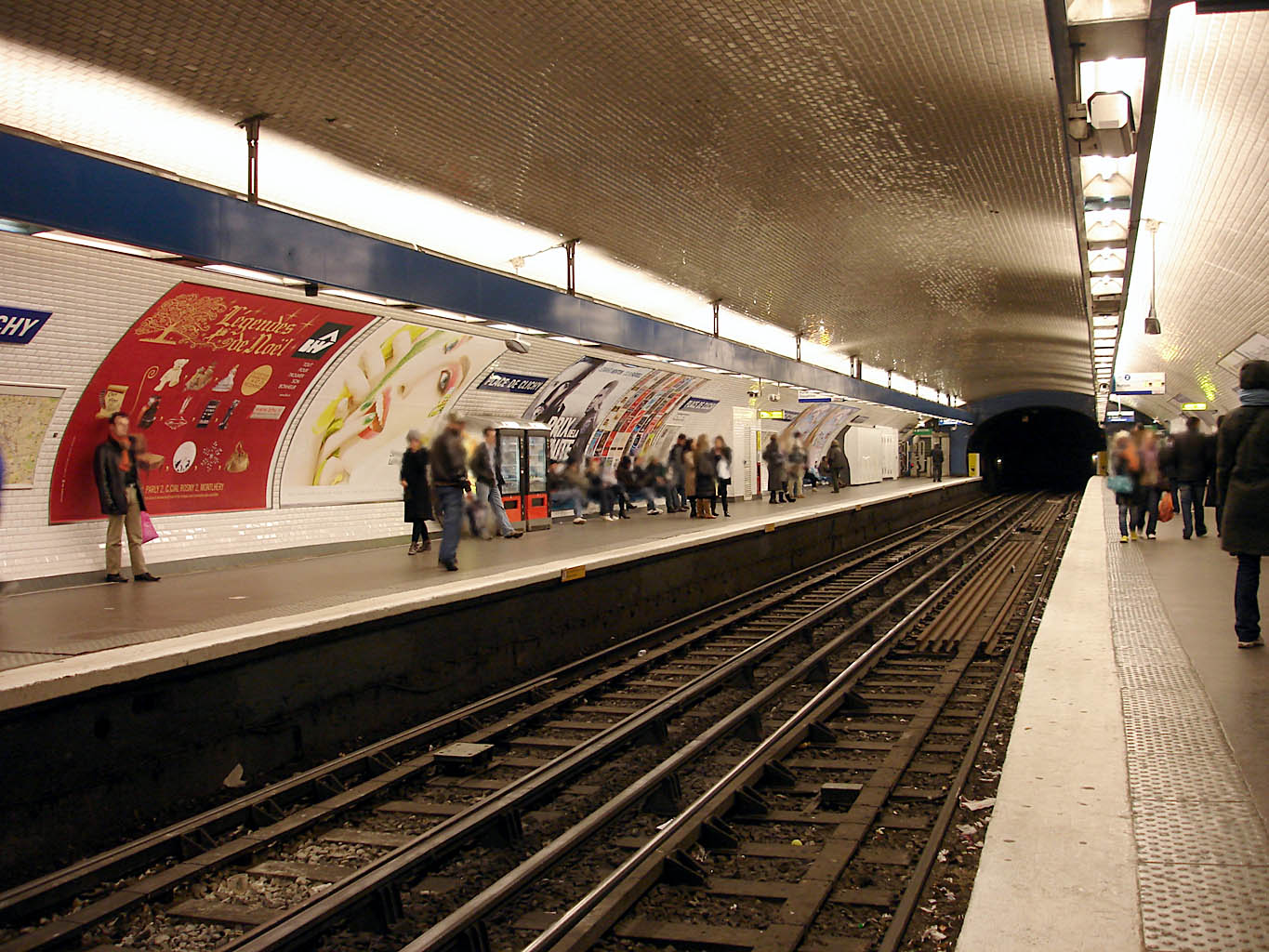
Зал линии 2
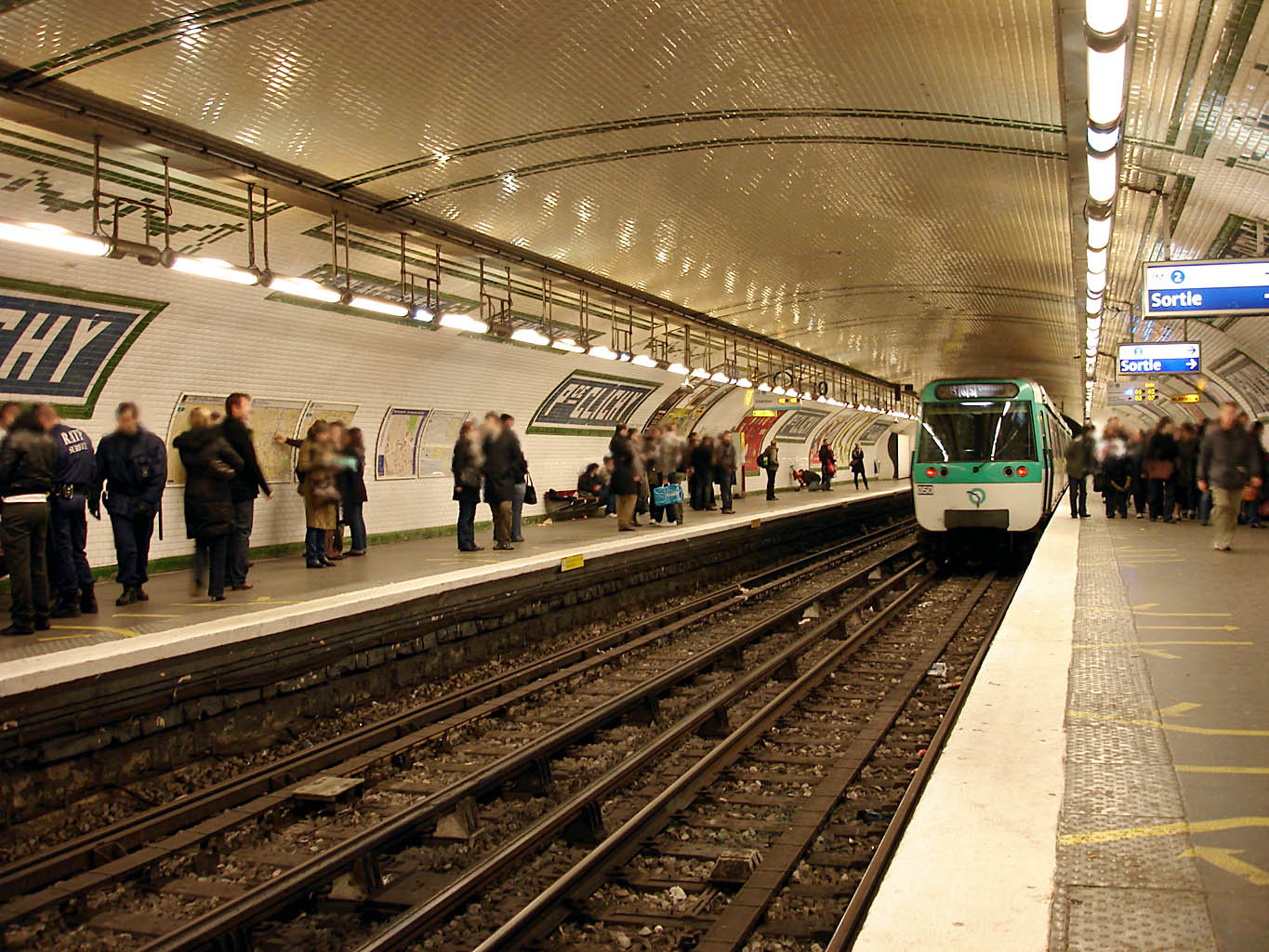
Зал линии 13 с поездом серии MF 77